# Campionato europeo femminile di pallacanestro 2027
Il 41º Campionato europeo femminile di pallacanestro FIBA (noto anche come FIBA EuroBasket Women 2027) si disputerà in Belgio, Finlandia, Svezia e in Lituania.
La competizione inizierà il 16 giugno e si concluderà il 27 giugno 2027. Le squadre ammesse a partecipare saranno 16, di cui 12 provenienti dalla fase di qualificazione.

## Sedi delle partite
Le città dove si svolgerà la manifestazione saranno Vilnius, Anversa, Espoo, e Stoccolma.
| Fase                             | Città     | Impianto                           | Spettatori |
| -------------------------------- | --------- | ---------------------------------- | ---------- |
| Gruppi ? - Seconda fase e finali | Vilnius   | Siemens Arena                      | 12 500     |
| Gruppi ?                         | Anversa   | Sportpaleis                        | 18 575     |
| Gruppi ?                         | Espoo     | Arena della metropolitana di Espoo | 8 000      |
| Gruppi ?                         | Stoccolma | Avicii Arena                       | 1 000      |

## Qualificazioni
| N° | Squadra   | Qualificata come    | Data di qualificazione | Ultima partecipazione                     | Miglior piazzamento    |
| -- | --------- | ------------------- | ---------------------- | ----------------------------------------- | ---------------------- |
| 1  | Lituania  | Paese organizzatore | 24 novembre 2023       | Rep. Ceca, Germania, Italia e Grecia 2025 | Campione (1997)        |
| 2  | Finlandia | Paese organizzatore | 24 novembre 2023       | Spagna 1987                               | 11º posto (1952, 1956) |
| 3  | Belgio    | Paese organizzatore | 28 novembre 2024       | Rep. Ceca, Germania, Italia e Grecia 2025 | Campione (2023, 2025)  |
| 4  | Svezia    | Paese organizzatore | 28 novembre 2024       | Rep. Ceca, Germania, Italia e Grecia 2025 | 5º posto (2019)        |